# Иванян, Эдуард Александрович
Эдуа́рд Алекса́ндрович Иваня́н (4 июня 1931, Тифлис — 18 августа 2012, Москва) — советский и российский историк-американист, политолог, дипломат.
Доктор исторических наук (1978), профессор (1990), заслуженный деятель науки РФ (1999). Кавалер Ордена Дружбы народов (1988)

## Биография
Окончил Московский государственный институт международных отношений МИД СССР (1954).
В 1955—1960 годах работал в Министерстве культуры СССР. В 1960 году был переведён на работу в Министерство иностранных дел СССР. В 1961—1964 годах — пресс-атташе Управления общественной информации Секретариата ООН в Нью-Йорке.
Член Союза журналистов России (с 1963 года).
В 1964—1966 годах в Москве, работник МИД СССР. Кандидат исторических наук (1965, диссертация «Пропаганда на службе внешней политики США: формы, методы и органы психологической войны США после второй мировой войны (1945—1965 гг.)»).
В 1966—1971 годах — пресс-атташе Отделения Секретариата ООН в Женеве.
С 1971 года работал в Институте США и Канады АН СССР, с 2006 года являлся главным научным сотрудником. В 1978 году защитил докторскую диссертацию «Президентская власть в США в период империализма — политико-экономические реальности и роль субъективного фактора (1900—1978)». C 1998 года — главный редактор журнала «США и Канада: экономика, политика, культура».
Крупнейший специалист по американской истории, советско (российско)-американским отношениям и президентству США. Автор приобретшей значительную популярность в 1970-е годы книги «Белый дом: президенты и политика» — истории президентства в США в XX веке. Первый российский автор биографической книги о Рональде Рейгане.
Президент Московского отделения организации «People to People International» (1995—1998). Член Международной академии информатизации (1996).

## Основные работы
Книги
- Советско-американские отношения: 1917—1970 гг. — М., 1972. (в соавт.)
- Белый дом: Президенты и политика. — М., 1974; 1979.
- Ястребы войны. — М., 1984.
- Современные Соединённые Штаты Америки: Энциклопедический справочник. — М., 1988. (ответственный редактор и соавтор)
- Жизнь на мушке. — 1989. (болг.)
- Белый дом и пресса: От Джорджа Вашингтона до Джорджа Буша. — М., 1991.
- Иванян Э. А. Рональд Рейган: Хроника жизни и времени / Макарова З. В., Овсепян А. П.. — Мысль, 1991. — 414 с. — 50 000 экз. — ISBN 5-244-00506-5.
- Кремль против Белого дома / Белый дом против Кремля. — 1996.
- Англо-русский лингвострановедческий словарь «Американа». — Смоленск: Полиграмма, 1996. (в соавт.)
- Мадлен Олбрайт: Политический портрет. — М., 2000.
- США на рубеже веков. — М., 2000. (в соавт.)
- Иванян Э. А. Энциклопедия российско-американских отношений. XVIII—XX века. — М.: Международные отношения, 2001. — 696 с. — ISBN 5-7133-1045-0. (автор и составитель)
- Инаугурационные речи президентов США. — М., 2001. (редактор и автор исторического комментария)
- История США. — М.: Дрофа, 576 с. — ISBN 5-7107-6077-3.
- История США. Хрестоматия: Пособие для вузов. — М., 2005. (сост.)
- Когда говорят музы: История российско-американских культурных связей. — М.: Международные отношения, 2007. — 432 с., ISBN 978-5-7133-1316-6.

Переводы
- Кеннеди Джон Ф. Профили мужества = Profiles in courage / Пер. с англ. Э. А. Иваняна. — М.: Международные отношения, 2005. — 328 с. — ISBN 5-7133-1242-9.

Некоторые статьи
- Президентская власть в США // США и Канада: экономика, политика, культура: научный и общественно-политический журнал. — 1999. — № 2. — С. 36—47.
- Двухпартийная система как основа политического процесса в США // США и Канада: экономика, политика, культура: научный и общественно-политический журнал. — 2000. — № 11. — С. 69—80.